# Kočemajka
Kočemajka, star. kučemajka, je bilo žensko oblačilo, ki se je pod različnimi vplivi razvilo konec 19. stoletja in katerega raba je do začetka 2. svetovne vojne polagoma izginila. Kočemajka je bila vrsta večinoma podložene oprijete jope ali suknjiča in je bila izdelana iz tkanega blaga. Od pasu navzdol je bila zvončasto razširjena in se je nosila čez pas krila. Navadno je imela visok pokončen ovratnik in rokave v ramenskem delu nabrane in poudarjene, v zapestju pa ozke. Kočemajka je bila predvsem domače oblačilo, za odhod od doma so se gospe preoblekle.
Besedo najdemo tudi v zbadljivi baladi o Prešernovem spomeniku v Ljubljani.